# نیکی بنز
نیکی بنز (به انگلیسی: Nikki Benz)(زاده ۱۱ دسامبر ۱۹۸۱) یک بازیگر پورنوگرافی اوکراینی-کانادایی است.

## اوایل زندگی
نیکی در ماریوپول، اوکراین متولد شده‌است. خانواده پدری او اهل کانادا بودند، وی زمانیکه هفت سال داشت به همراه والدینش به کانادا مهاجرت کرد. او بزرگ شده تورنتو است

## زندگی حرفه‌ای
نیکی بنز به عنوان یک مدل و استریپر شروع به کار کرد. او در سال ۲۰۰۳ وارد صنعت پورنوگرافی شد و در ژانویه همان سال اولین فیلم لزبین خود را به همراه جینا لین بازی کرد. اولین صحنه سکس وی به همراه بن انگلیش بود. پس از چندین سال بنز به لوس آنجلس نقل مکان کرد و همکاری خود را با شرکت جیل کلی پروداکشنز آغاز کرد.

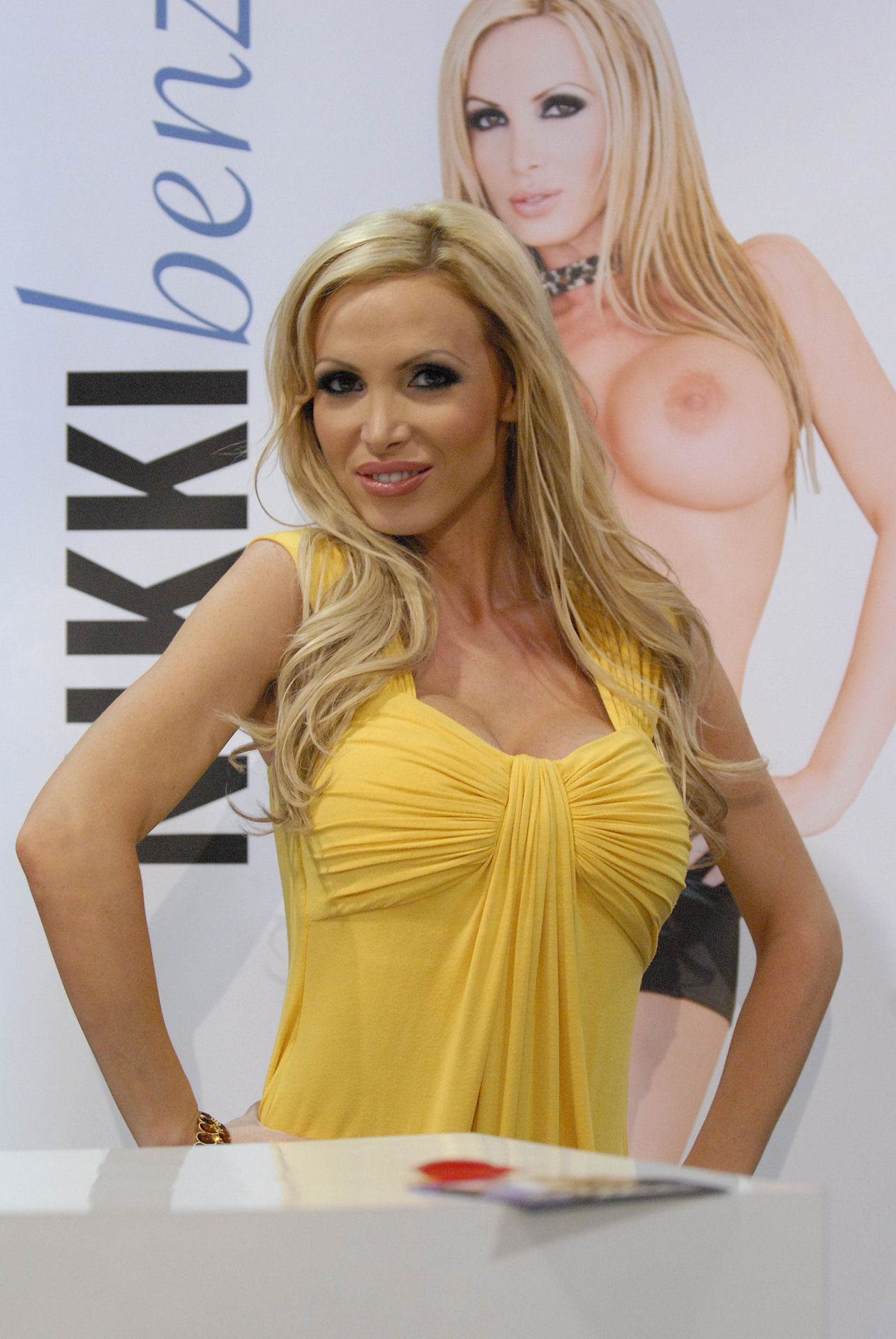
بنز در سال ۲۰۱۰

در ژوئن ۲۰۱۶ شرکت برازرز با نیکی بنز قراردادی امضا کرد تا وی به عنوان اولین سفیر تجاری برای تبلیغ محصولات برند فعالیت کند.
اما فقط چند ماه بعد، بنز ادعا کرد که در سر صحنه فیلم‌برداری برای برازرز مورد تعرض قرار گرفته‌است. وی ادعا کرد که کارگردان فیلم، تونی تی، پس از این‌که او درخواست متوقف کردن فیلم‌برداری را داده، او را خفه کرده‌است. نماینده تونی تی این اتهامات را انکار کرد و برازرز پس از این اتهام به رابطه خود با او پایان داد. پس از اتهامات بنز، چندین بازیگر پورنوگرافی دیگر از جمله دینا دی‌آرمند، کارتر کروز و دوون داستان‌هایی مشابه دربارهٔ همان کارگردان تعریف کردند.

### دیگر فعالیت‌ها
در سال ۲۰۱۵، بنز و همکارش الکسیس تگزاس تصمیم گرفتند با نشان دادن سینه‌هایشان در میدان تایمز، از جنبش آزادی سینه‌لختی برای برابری جنسیتی حمایت کنند.

## کمپین شهرداری تورنتو
در ماه مه ۲۰۱۴، بنز از طریق حساب توئیترش نامزدی خود را برای انتخابات شهرداری شهر تورنتو اعلام کرد. در تاریخ ۲۸ مه ۲۰۱۴، بنز سعی کرد رسماً درخواست خود را برای شرکت در انتخابات شهردار تورنتو ارائه دهد، اما درخواست او را رد شد زیرا گواهینامه رانندگی او در انتاریو منقضی شده بود. در آن زمان مشخص نبود که آیا وی مجدداً برای کاندیداتوری در سمت شهرداری اقدام می‌کند یا خیر. در مصاحبه‌ای با پلی‌بوی، بنز دربارهٔ موضوعات مختلف مبارزاتی از جمله حقوق همجنسگرایان، شرایط اقتصادی شهر و وضعیت حمل و نقل عمومی صحبت کرد. وی همچنین در مورد سو مصرف مواد راب فورد، شهردار سابق و عدم شرکت در مبارزات انتخاباتی به علت حضور در مرکز توانبخشی، انتقاد کرد.

## افتخارات
| سال  | مراسم             | نتیجه    | جایزه                                                               |
| ---- | ----------------- | -------- | ------------------------------------------------------------------- |
| ۲۰۰۶ | AVN جایزه         | نامزدشده | بهترین جوانان، ارتباط جنسی، صحنه‌های جنسی، ویدئو – Take No Prisoners |
| ۲۰۰۶ | AVN جایزه         | نامزدشده | بهترین بازیگر نقش مکمل زن تصویری – جک نوجوانان آمریکا ۲             |
| ۲۰۰۶ | AVN جایزه         | نامزدشده | بهترین اذیت کردن عملکرد – Take No Prisoners                         |
| ۲۰۰۸ | AVN جایزه         | نامزدشده | بهترین اسباب بازی صحنه – دیدار با Fuckers 6                         |
| ۲۰۰۸ | F. A. M. E. جایزه | فینالیست | داغترین بدن                                                         |
| ۲۰۰۹ | F. A. M. E. جایزه | فینالیست | داغترین بدن                                                         |
| ۲۰۱۰ | جایزه XBIZ        | نامزدشده | زن مجری سال                                                         |
| ۲۰۱۰ | جایزه XBIZ        | نامزدشده | Crossover Star از سال                                               |
| ۲۰۱۰ | جایزه XBIZ        | نامزدشده | ستاره فیلم سکسی، سایت‌های NikkiBenz.com                              |
| ۲۰۱۰ | AVN جایزه         | نامزدشده | بهترین از همه-دختر سه راه Sex Scene – پنت هاوس: برده برای یک شب     |
| ۲۰۱۰ | F. A. M. E. جایزه | فینالیست | داغترین بدن                                                         |
| ۲۰۱۰ | F. A. M. E. جایزه | فینالیست | مورد علاقه سینه                                                     |
| ۲۰۱۱ | پنت هاوس          | برنده    | مدل برگزیده سال پنت هاوس                                            |
| ۲۰۱۱ | جایزه NightMoves  | برنده    | بهترین ویژگی‌های سرگرم‌کننده (انتخاب سردبیر)                          |
| ۲۰۱۲ | AVN جایزه         | نامزدشده | بهترین Crossover Star                                               |
| ۲۰۱۲ | جایزه Nightmoves  | برنده    | بهترین ویژگی‌های سرگرم‌کننده (فن انتخاب)                              |
| ۲۰۱۳ | جایزه XBIZ        | نامزدشده | Crossover Star از سال                                               |
| ۲۰۱۳ | AVN جایزه         | نامزدشده | بهترین وب سایت – NikkiBenz.com                                      |
| ۲۰۱۵ | جایزه XBIZ        | برنده    | Crossover Star از سال                                               |
| ۲۰۱۶ | AVN سالن از شهرت  | برنده    | AVN سالن از شهرت مشمول                                              |